# Elektrárna Oslavany
Elektrárna Oslavany je bývalá tepelná elektrárna ve městě Oslavany v okrese Brno-venkov. Elektrárna byla postavena v letech 1911–1913 pro spalování černého uhlí v jižní části Rosicko-oslavanského revíru. Vyrobená elektřina byla dodávána do Brna a okolí až do roku 1993, kdy byla činnost elektrárny ukončena.

## Vznik elektrárny

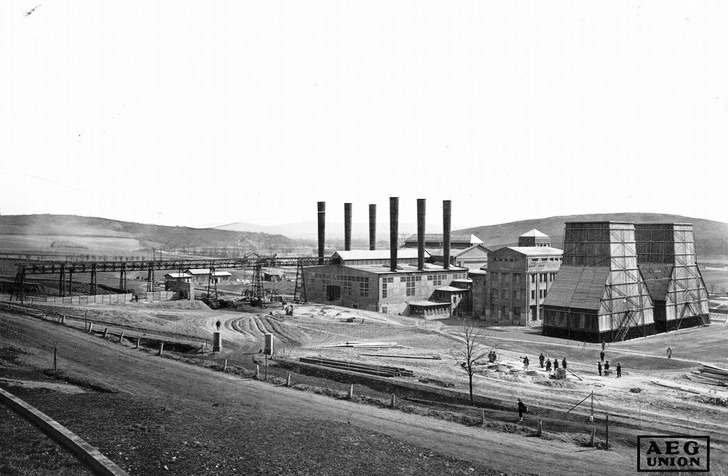
Elektrárna Oslavany ze severu v roce 1915

Na počátku 20. století došlo k rozmachu průmyslu, přičemž městská elektrárna v Brně se již blížila ke svému plnému využití. Bylo proto nutné obnovit a rozšířit síť a současně najít levnější a hospodárnější zdroj pohonu pro průmysl, než jakým byla pára. Nejvhodnějším návrhem byla stavba elektrárny v Oslavanech. Pomohla tomu skutečnost, že Rosická báňská společnost připravovala přesun těžiště do jižní části revíru a zároveň se uvažovalo o výstavbě nového uhelného prádla a lanové dráhy z dolu Kukla na toto uhelné prádlo. Projektovaná přespolní elektrárna v Oslavanech se tak stala vítaným odběratelem. Uhlí z jižní části Rosicko-oslavanského revíru bylo méněhodnotné, pro spalování uhlí v kotlech elektrárny však vyhovovalo. Bylo tedy rozhodnuto, že v Oslavanech vznikne „přespolní velkoelektrárna“.

## Stavba
První důležitým krokem k uskutečnění celé stavby bylo podepsání smlouvy na dodávku elektrické energie mezi Rosickou báňskou společností a městem Brnem v roce 1911. Podmínkám pro stavbu nejlépe vyhovoval pozemek jižně pod svahem, kde se nacházel důl Kukla. Jak dopravní spojení, tak zdroj vody byl v těchto místech ideální. Stálým zdrojem vody se stala nedaleká řeka Oslava a nově vystavěné chladicí věže. Železniční připojení k elektrárně bylo vyřešeno výstavbou lokální dráhy Dolní Kounice – Ivančice – Oslavany.
Přespolní velkoelektrárna Oslavany byla postavena v letech 1911–1913. V březnu 1913 zahájila dodávky elektrické energie do města Brna. Oficiálně však byla elektrárna uvedena do provozu až 1. dubna 1913. V letech 1913 až 1930 byla oslavanská elektrárna nejmodernější jihomoravskou elektrárnou, která se zasloužila i o postupnou elektrifikaci celého kraje.

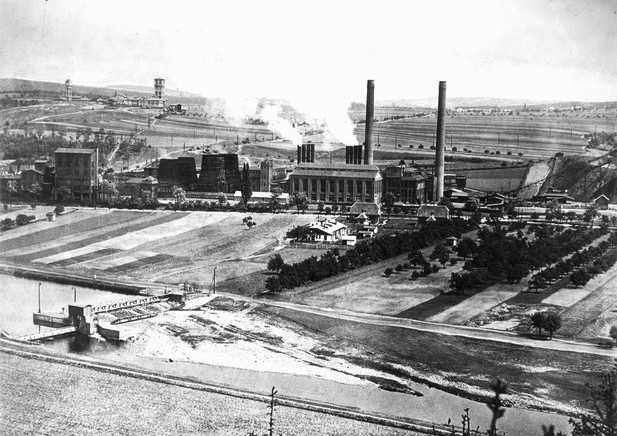
Elektrárna Oslavany a důl Kukla pohledem z jihu v roce 1918

## Fungování elektrárny
Elektrický proud se pomocí dvojitého vedení o napětí 44 kV (nejvyšší napětí v tehdejším Rakousku-Uhersku) transportoval k odběratelům do Brna a okolí. Z počátku zde bylo instalováno šest kotlů (I-VI) a dva turbogenerátory. Uhlí bylo odebíráno především z dolu Kukla, později i z dolu Františka a dolu Jindřich II.
Z důvodu neustálého zvyšování požadavků na dodávku elektrické energie začala být elektrárna přetěžována. Proto bylo rozhodnuto o jejím rozšíření. V roce 1915 byly dány do provozu kotle č. VII a VIII, ke každému příslušel jeden plechový komín. V roce 1918 došlo k zprovoznění dalšího generátoru a o rok později k výstavbě dalších šesti nových kotlů (IX-XVI), ke kterým byly postaveny dva 75metrové komíny z betonových tvárnic.

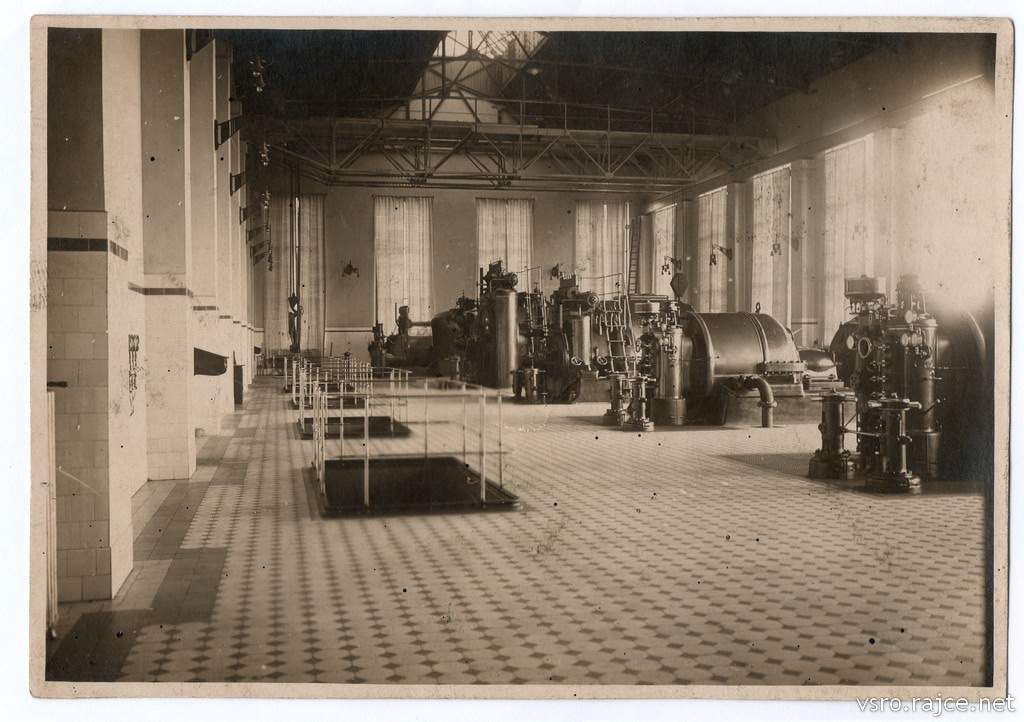
Pět turboalternátorů ve strojovně o celkovém výkonu 33,8 MW. (kolem roku 1923)

Dne 10. prosince 1920 proběhla v Oslavanech stávka, kdy přestala Přespolní elektrárna Oslavany pracovat. Ihned následující den byl obnoven její provoz. Dne 13. prosince 1920 vyvrcholila tzv. Oslavanská generální stávka. Toho dne se konala manifestace, kdy pochod dělníků prošel obcí, ze dvou stran se přiblížil k elektrárně, odzbrojil část vojska a četnictva a obsadil oslavanskou elektrárnu. Druhý den se armádě podařilo elektrárnu získat pod svoji kontrolu.
Důležitou také bylo osvobození Oslavan Rudou armádou na konci druhé světové války. I přes snahu nacistů zatopit doly v Rosicko-oslavanském revíru a znemožnit tak fungování oslavanské elektrárny, se elektrárna stala jednou z prvních, která fungovala hned po osvobození.
Ve 30. a 40. letech 20. století došlo ke generální rekonstrukci elektrárny. Zastaralé zařízení se zrušilo a provedla se zcela nová výstavba. V letech 1942 až 1950 byly uvedeny do provozu tři nové turbogenerátory o výkonu 63 MW. Neustále se zvyšující nároky na výrobu elektrické energie přispěly k tomu, že tehdejší ministerstvo paliv a energetiky rozhodlo o výstavbě bloku 50 MW, která byla zahájena v roce 1960. Kotelna byla vybavena průtlačným parním kotlem o výkonu 160 t/h (tlak 14,2 MPa, teplota 570/540 °C) s účinností 85 %. Spaliny byly zbavovány tuhých znečišťujících látek v elektrostatickém odlučovači s účinností 96 %. Jednalo se o poslední velkou investici a o poslední přestavbu a zvětšení výroby. Maximální výkon elektrárny dosáhl 115 MW.
Při příležitosti oslav 40. výročí oslavanské generální stávky 1920 byla v prosinci 1960 Elektrárna Oslavany přejmenována na Elektrárnu prosincové stávky, Oslavany. Přejmenování provedl osobně ministr paliv a energetiky Oldřich Černík.

## Ukončení provozu
Dne 30. května 1993 byla elektrárna z důvodů útlumu a zastavení dodávek uhlí z Rosicko-oslavanského revíru zastavena. Provoz byl ukončen po 80 letech nepřetržité výroby. V době největšího rozmachu zaměstnávala až 450 zaměstnanců.
Do dnešní doby se zachovala pouze budova rozvoden a chodba, ze které byl přístup do pomocných skladů a dílen. Na východní straně objektu zůstala jedna stěna dřívější mezistrojovny. Zachovala se mlýnice, která patřila k novému 50 MW bloku. Úplně zlikvidována byla rovněž kotelna, zůstal pouze betonový základ od 75 metrů vysokého komína. Zdemolovaná je i vykládací stanice uhelné lanovky, jsou zde upálené nosníky a vytlučená okna. Pod struskovou haldou stojí všechny budovy dílen, některé z nich pronajaté firmám. Byly zničeny chladicí věže, budova protipožární jímky a budova chemické laboratoře. Zničená je i bývalá strojovna, kde jsou pouze zbytky po čtyřech rozvaděčích. Částečně zůstala zachována budova velínu. Dva roky po zastavení provozu došlo k odstřelení 120 metrů vysokého komínu.
Areál o rozloze 66 307 m2 s 38 objekty je vedený na seznamu brownfieldů Jihomoravského kraje. Do července 2019 byla jeho majitelem firma Palivo Trans, která zde chtěla výrobu částečně obnovit. Podmínkou však bylo, aby stát na vlastní náklady odstranil starou ekologickou zátěž (kontaminace půdy a spodní vody ropnými látkami). Novým vlastníkem se stala firma REMAMI spol. s r.o., jejíž záměr dalšího využití není znám. V roce 2021 byla zahájena demolice všech objektů.
Z památkového hlediska byl nejvýznamnější objekt strojovny, který měl původně 5, poté 9 a nakonec 12 okenních os, a rozvodny z režného zdiva. Z původní technického zařízení byl díky několika nadšencům zachován velín, který byl přenesen a zpřístupněn v muzeu Hornictví a energetiky Rosicko-Oslavanska v Oslavanech. Přes značnou zchátralost byla především železobetonová monolitická konstrukce strojoven s cihelným opláštěním jedním z nejhodnotnějších příkladů klasicizující industriální architektury z počátku 20. století.